# Locronan
Locronan é uma comuna francesa na região administrativa da Bretanha, no departamento Finisterra. Estende-se por uma área de 8,04 km². Em 2010 a comuna tinha 811 habitantes (densidade: 100,9 hab./km²).
Pertence à rede das As mais belas aldeias de França.